# 모래주사
모래주사(학명: Microphysogobio koreensis)는 한국 고유종으로 멸종위기 야생생물 Ⅰ급으로 지정된 법적 보호종이다, 특히 낙동강과 섬진강에 분포하는 잉어과 모래무지아과 모래주사속에 속한 민물고기이다. 비늘과 생김새는 돌마자와 매우 유사하게 생겼으나 조금 더 크다